# Brandonville (Virginie-Occidentale)
Pour l’article homonyme, voir Brandonville (Pennsylvanie).
Brandonville est une ville américaine située dans le comté de Preston en Virginie-Occidentale.
Selon le recensement de 2010, Brandonville compte 101 habitants. La municipalité s'étend sur 0,39 milles carrés (1,01 km2).
La ville est fondée en 1827,. Elle doit son nom au colonel Jonathan Brandon,, qui y construisit la première maison sur des terres achetées en 1786.